# ベルファニー
株式会社ベルファニーは広島県福山市を中心に食品スーパーを展開していた企業。日本セルフ・サービス協会ならびにオール日本スーパーマーケット協会に加盟していた。

## 概要
1974年から1989年まで社名・店舗名に使用していた「ファニー」は、「ファンシー」と「サニー」の合成語で電通に依頼して採用。広島県東部では定着していたが、衣料・食品関係で似た社名があり顧客から紛らわしいとの声があったため、発祥のベル店の「ベル」を冠して1990年に「ベルファニー」に変更し、新しいロゴマークも導入した。
1910年の創業以来、食肉の加工販売やすき焼き店を営んでいた。その後拠点を東京に移し、1938年に日山商会を設立。福山には福山支店が設置される。1954年に日山商会から独立する形で福山日山商会を設立。1959年に福山市内初の本格的なスーパーを開業し、広島県東部の地場スーパーの中では老舗だった。最盛期の1993年には店舗数25店（22店との報道もある）約173億円の売り上げがあり、株式上場を目指していた時期もあった。
しかし、出店が早かったため中心市街地や住宅街に立地する店舗や他社と比べ売場面積や駐車スペースが狭い店舗が多く、モータリゼーションの進展に対応しきれず、売上高が減少。2002年3月期に二期連続の最終赤字となったことを受け、遊休資産の売却に加え、2002年6月以降、中心市街地の売場面積500m2未満の5店舗を深夜営業のコンビニに、郊外の1000m2未満の6店をディスカウントストアに、残り2店を高級食材を強化したスーパーマーケットに業態変更した。
それでも業績が回復しなかったため営業継続を断念、2003年3月に全13店を閉店した。4月にフレスタが受け皿会社として100％出資し設立した新会社、ベル・フレスタに12店の営業権を譲渡。ベル・フレスタは4月16日の向島店を皮切りに8店をフレスタとして営業を再開した。ベルファニーは5月に特別清算を申請、2005年4月に破産手続きに切り替え、破産手続き開始決定を受けた。

## 沿革
- 1910年（明治43年） - 食肉加工販売業として創業[5]。
- 1954年（昭和29年）7月 - 食料品販売業の福山日山商会として設立[8]。
- 1960年（昭和35年）1月 - 日本セルフ・サービス協会に加盟[1]。
- 1974年（昭和49年）7月1日 - 社名をファニーに変更[4][1]。
- 1990年（平成2年）1月1日 - 社名をベルファニーに変更[3][4]。
- 1992年（平成4年）3月 - 福山市農業協同組合が運営する「くみあいスーパー」4店の運営を引き継ぎ、ベルファニーの店舗として開店[18]。
- 2003年（平成15年）
  - 3月10日 - 全13店を閉店[8][13][14]。
  - 4月1日 - ベル・フレスタに12店の営業権を譲渡[17]。
  - 4月16日 - 向島店が「フレスタ向島店」として再開業[17]。
  - 5月12日 - 株式総会の決議により解散[19]。
  - 5月13日 - 特別清算開始を申し立て[10][19]。
- 2005年（平成17年）4月 - 破産手続きに切り替え、広島地裁福山支部から破産手続き開始決定を受ける。負債額は約47億円。[10]

## 過去に存在した店舗
- 木之庄店 - 福山市木之庄町1-11-12[2]、1976年9月24日開店[2]、売場面積1023m2[2]。
- 蔵王店 - 福山市東深津町1-415[2]、1982年4月8日開店[2]、売場面積1048m2[2]。
- サンプラザ店 - 福山市曙町[17]、2001年4月20日開店[20]、売場面積1650m2[20]。イズミ曙店跡に川口店を移転拡張する形でオープン[20]。
- 胡町店 - 福山市胡町7-8[2]、1979年10月12日開店[2]、売場面積660m2[2]。
- 本庄店 - 福山市南本庄3-5-18[2]、1985年12月18日開店[2]、売場面積833m2[2]。
- 春日店 - 福山市春日町3-23[2]、1978年5月17日開店[2]、売場面積892m2[2]。
- 松永店 - 福山市今津町5-67[2]、1967年12月5日開店[2]、売場面積1114m2[2]。
- 向島店 - 御調郡向島町九軒島5581-1[2]、1980年11月6日開店[2]、売場面積1200m2[2]。
- 沖野上店 - 福山市沖野上町3-638[2]、1970年11月2日開店[2]、売場面積544m2[2]。
- 霞店 - 福山市霞町4-9-8[2]、1967年3月17日開店[2]、売場面積495m2[2]。
- 川口店 - 福山市川口町816[2]、1979年6月13日開店[2]-2001年4月14日閉店[20]、売場面積1037m2[2]。
- 府中南店 - 府中市高木町松清554-1[2]、1977年4月1日開店[2]、売場面積980m2[2]。
- ベル店 - 福山市船町6-1[2]、1959年6月2日開店[2]、売場面積625m2[2]。
- 三原江南店 - 三原市和田町6501[2]、1989年4月14日開店[2]、売場面積913m2[2]。
- 三吉店 - 福山市三吉町3-591-2[2]、1966年2月1日開店[2]、売場面積535m2[2]。
- 新市店 - 芦品郡新市町741-1[2]。
- 山手店 - 福山市山手町川内245-3[2]。
- 府中店 - 府中市[21]。
- 広中店 - 広島市[21]、1984年2月開店[21]。
- 曙店 - 福山市曙町[11][12]、1989年8月開店[11][12]。

## その他
- 本部が惣菜・生めんの工場を持ち、委託加工を含め合計百品目を店舗に供給していた（1984年時点）[21]。
- 元社長の鍋島喜八郎は1988年から約7年間、福山商工会議所副会頭を務めていた[22]。